# エレオノーレ・ハプスブルク＝ロートリンゲン
エレオノーレ・ハプスブルク＝ロートリンゲン（ドイツ語: Eleonore Habsburg-Lothringen、1994年2月28日 - ）は、オーストリア・ザルツブルク出身の女性モデル。しばしば「エレオノーレ・フォン・ハプスブルク」の名や「オーストリア大公女」などの伝統的称号で呼ばれる。

## 経歴
1994年2月28日、カール・ハプスブルク＝ロートリンゲンとその妻フランツェスカ・ティッセン＝ボルネミッサの間に第1子（長女）として生まれた。
スイスの名門校「ル・ロゼ」を経て、法律を学ぶためにヨーロピアン・ビジネス・スクール・ロンドンへ通い、2017年7月に学業を修めてモデルの世界へ入った。なお母フランツェスカとその母フィオナ・キャンベル＝ウォルターも、若い頃モデルとして働いていた。
オットー・ハプスブルク財団の理事の一人。

## エピソード
- 今なおハプスブルク家の子女は、伝統に従って多くの言語を学ばせられる。エレオノーレの場合は、ドイツ語と英語を流暢に話すことができ、さらに上級のフランス語と初歩のスペイン語を操れるという[3]。
- 尊敬する女性は先祖でもある「女帝」マリア・テレジアだという[2]。ハプスブルク家に生まれたことは誇りに思うが、一方で現代人として見られることも大切だと考えている。一般人として自由な私生活を送れることは喜ばしく、イギリス王室のように常に観察される生活は嫌だと語っている[4]。
  - 学校の授業などでしばしば「ハプスブルク一族ならそれを知っているべきだ！」と言われたり、歴史や君主制に腹を立てる人がいたりして、「私は普通の女の子なのに」と辟易したという[4]。
  - 祖父母はジャマイカに不動産を所有しており、そこに勤める使用人の娘はエレオノーレの人生を勝手に想像して、お城に住む、ドレスと王冠で着飾ったお姫様の絵を描いた。ジーンズとシャツを着た実際のエレオノーレを見て、彼女はひどく失望したという[4]。

## 家族
2020年7月20日にレーシングドライバーのジェローム・ダンブロシオとモナコで民事婚を挙げた。2021年10月20日に男児を出産し、祖父のオットー・フォン・ハプスブルクにちなんでオットーと名付けられた。
- オットー（2021年10月20日 - ）